# 大島村有償バス

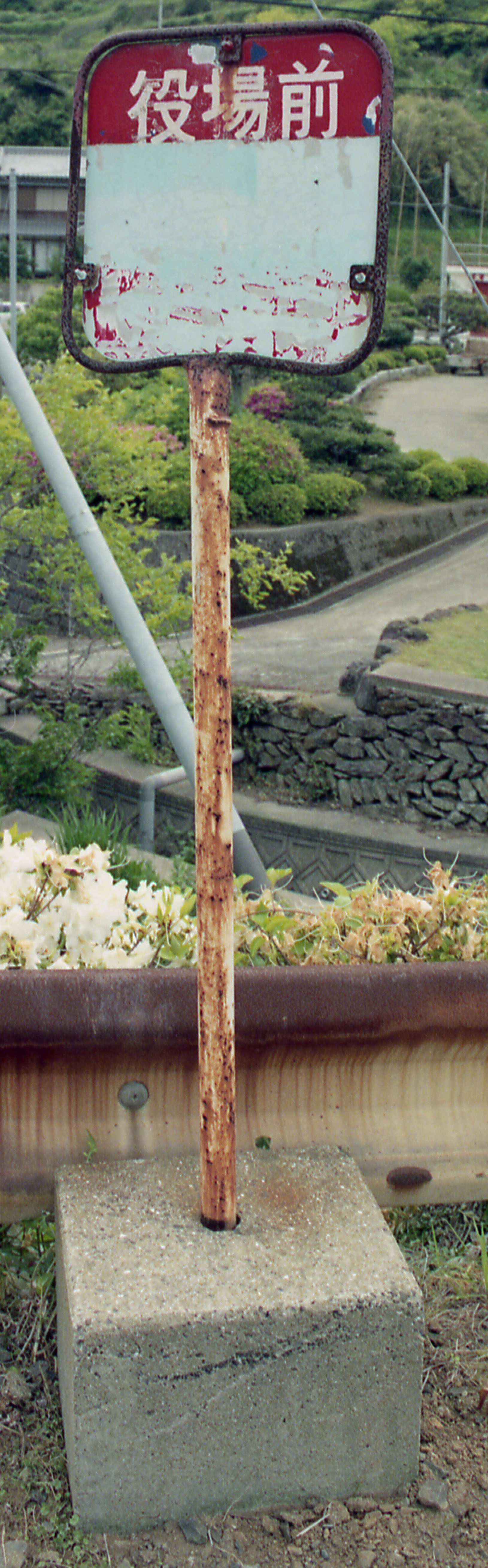
大島村有償バスのバス停

大島村有償バス（おおしまむらゆうしょうバス）は、長崎県北松浦郡大島村にてかつて運行していた自治体バスである。
平戸市に合併された現在では、大島村産業の路線となっている。

## 概要
- 運行形態は、道路運送法の規定に基づく自家用自動車（白ナンバー車）による有償運送であった。

## 沿革
- 1983年6月 - 有償バス運行開始。[2]

## 路線
以下の路線があった。
- 神浦 - 的山浦（5.5 km）
- 神浦 - 大根坂港（5.1 km）

大島村有償バスの車両
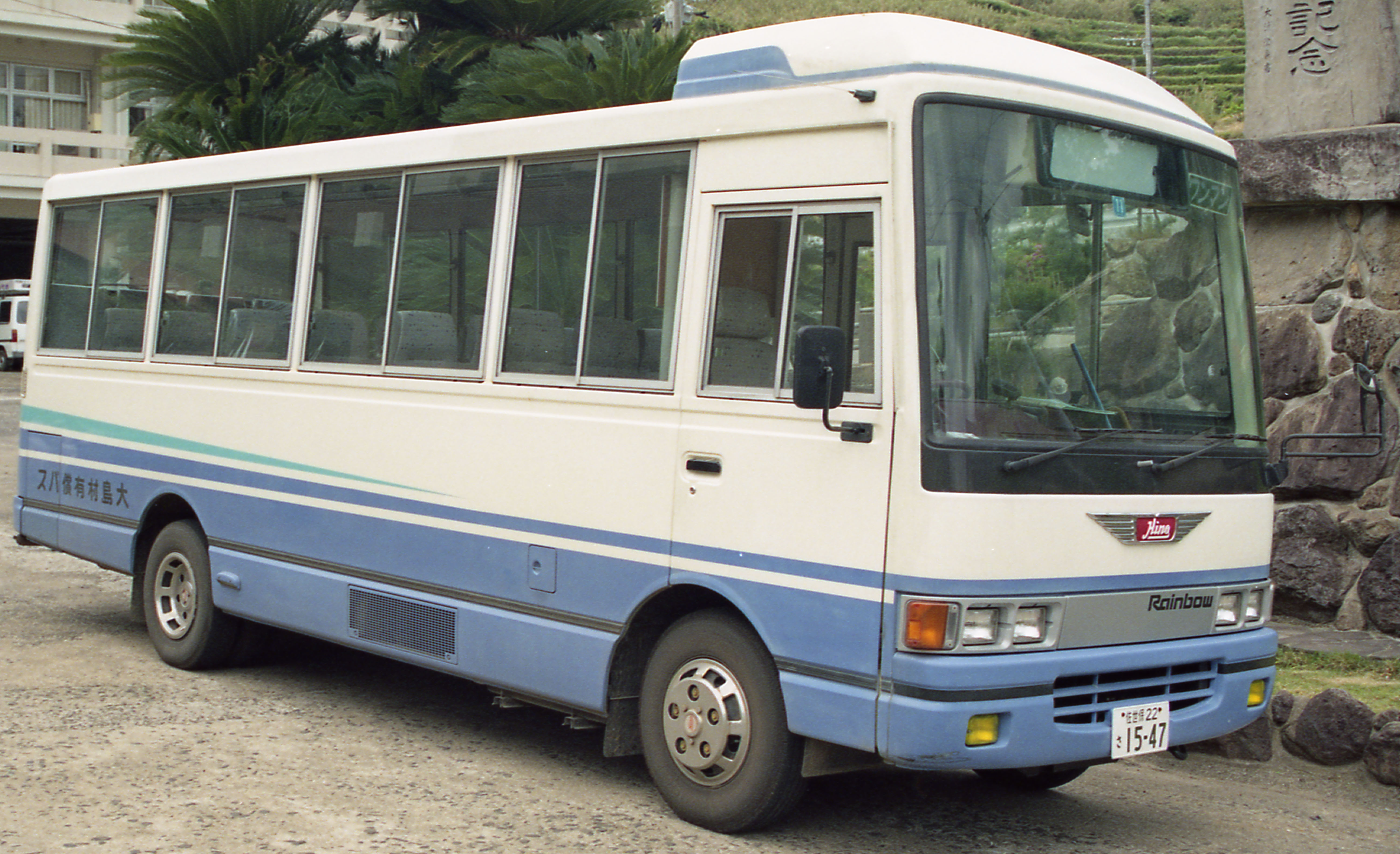
1999年当時の車両
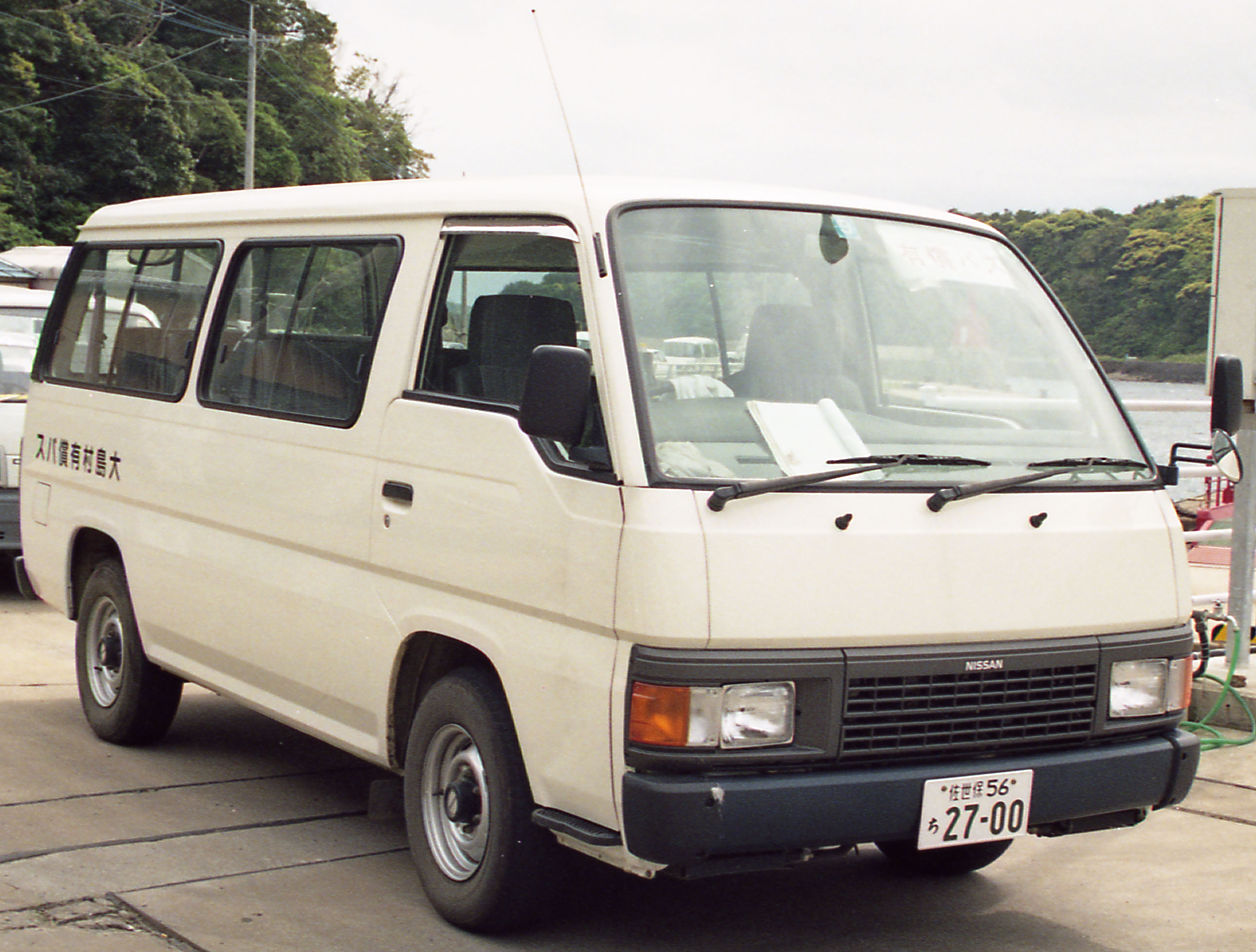
1999年当時の車両